# Сипей
Си́пей (болг. Сипей) — село в Кирджалійській області Болгарії. Входить до складу общини Кирджалі.

## Населення
За даними перепису населення 2011 року у селі проживали 444 особи.
Національний склад населення села:
| Національність   | Кількість осіб | Відсоток |
| ---------------- | -------------- | -------- |
| турки            | 291            | 98,6%    |
| цигани           | 3              | 1,0%     |
| болгари          | 0              | 0%       |
| Всього відповіли | 295            |          |

Розподіл населення за віком у 2011 році:
Динаміка населення: